# ホクサン
ホクサン株式会社（Hokusan Co.,Ltd.）は、農薬などの製造を行う日本の企業。2007年度の売上の約84%が農薬、約10%が培土で占められている。第一三共、ホクレン、住友化学、石原産業などが共同出資しており売上の約9割がホクレン向けである。
産業ガスメーカーエア・ウォーターの源流の一つとして、同じく北海道に本拠を置いていたほくさん（旧・北海酸素）との関連はない。

## 沿革
- 1951年（昭和26年） - 1月23日に三共（現：第一三共）の出資により、北海三共株式会社として札幌市に設立。同年11月には北購連（現：ホクレン）が資本参加。
- 1981年（昭和56年） - 工場を広島町（現・北広島市）に移転。
- 1990年（平成2年） - 大滝村（現・伊達市大滝区）大滝バイオ農場開設。
- 1992年（平成4年） - 輪厚研究農場開設。
- 2009年 （平成21年） - 大滝バイオ農場閉鎖。
- 2012年（平成24年） - 10月1日付で社名をホクサン株式会社に変更[1]。